# Турија (притока Припјата)
Турија (блр. Турія; рус. Турья) украјинска је река и једна од најважнијих река Волинске области и десна притока реке Припјат (део басена реке Дњепар).
Извире недалеко од града Володимир, тече ка северу кроз град Ковељ и улива се у реку Припјат.
Укупна дужина водотока је 184 km, површина сливног подручја је 2.800 km². Просечан проток на око 20 km од ушћа је око 9 m³/s.
Под ледом је од средине новембра до средине марта.